# دی‌هیدروکسیل‌دار کردن نامتقارن شارپلس
دی‌هیدروکسیلاسیون یا دی‌هیدروکسیل‌دار کردن نامتقارن شارپلس (به انگلیسی: Sharpless asymmetric dihydroxylation) (همچنین با نام بی‌هیدروکسیلاسیون شارپلس نیز شناخته می‌شود) واکنش شیمیایی یک آلکن با اسمیم تتراکسید در حضور یک لیگاند کینین کایرال برای تشکیل یک دی‌ال مجاور است. این واکنش برای آلکن‌های دارای هر استخلافی انجام پذیر است، اغلب انانتیوگزینی بالایی در آن مشاهده می‌شود، با انتخاب دی‌هیدروکینیدین (DHQD) در مقابل دی‌هیدروکینین (DHQ) به عنوان لیگاند، کایرالیته محصول نهایی کنترل می‌شود. واکنش‌های دی‌هیدروکسیل‌دار کردن نامتقارن نیز بسیار مکان‌گزین هستند و محصولات حاصل از واکنش پیوند دوگانه غنی از الکترون در بستر را فراهم می‌کنند.

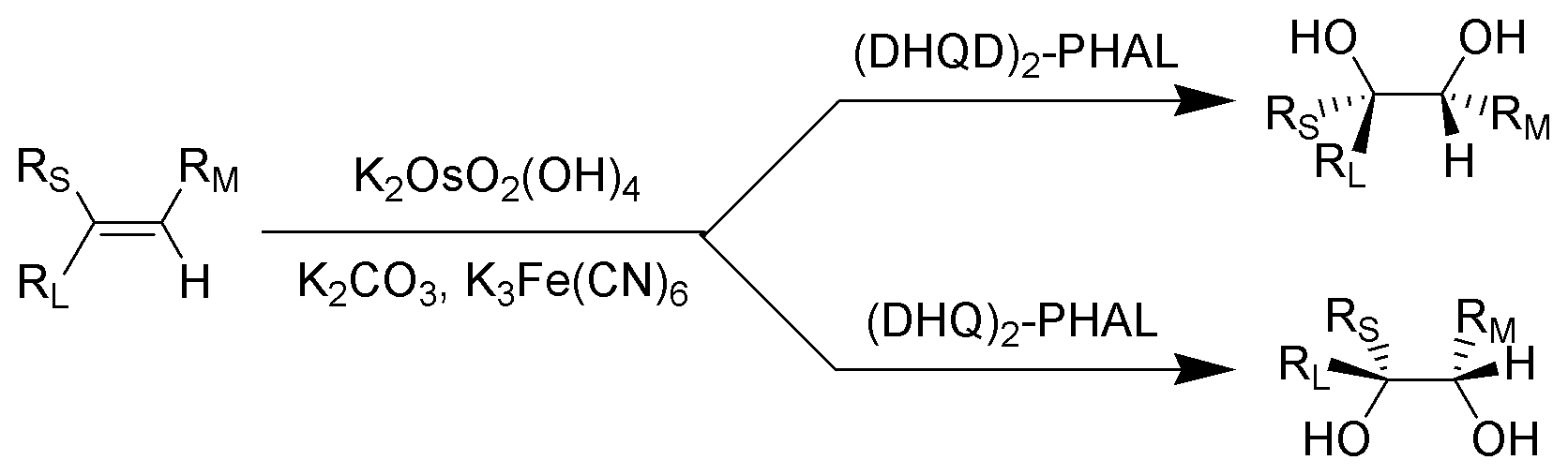
دی‌هیدروکسیل‌دار کردن نامتقارن شارپلس R _{L} = بزرگ‌ترین استخلاف. R _{M} = استخلاف با اندازه متوسط. R _{S} = کوچک‌ترین استخلاف

انجام این واکنش با استفاده از مقدار کاتالیزوری از اسمیم تتراکسید معمول است که پس از واکنش با بازاکسنده‌هایی مانند پتاسیم فری‌سیانید یا N-متیل‌مورفولین N-اکسید بازسازی می‌شود. این عمل به‌طور چشمگیری مقدار اسمیم تتراکسید مورد نیاز را که ماده ای بسیار سمی و گران است، کاهش می‌دهد. این چهار واکنشگر به صورت پیش مخلوط (مخلوط-AD) در دسترس هستند. مخلوط حاوی (DHQ)2-PHAL را محلوط AD آلفا و مخلوط حاوی (DHQD)2-PHAL را مخلوط AD بتا می‌نامند.
محصولات این واکنش که دی‌ال‌های کایرال هستند، در سنتز آلی اهمیت بالایی دارند. ایجاد ویژگی کایرالیته به واکنش دهنده‌های غیرکایرال از طریق استفاده از کاتالیزورهای کایرال یک مفهوم مهم در سنتز آلی است. این واکنش نخستین بار توسط کارل بری شارپلس و با توسعه واکنش دی‌هیدروکسیل‌دار کردن راسمیک آپ‌جان که از قبل شناخته شده بود، معرفی شد. وی به خاطر این کشف سهمی از جایزه نوبل شیمی در سال ۲۰۰۱ را دریافت کرد.

## برای مطالعهٔ بیشتر
- Jacobsen, E. N.; Marko, I.; Mungall, W. S.; Schroeder, G.; Sharpless, K. B. (1988). "Asymmetric dihydroxylation via ligand-accelerated catalysis". J. Am. Chem. Soc. 110 (6): 1968–1970. doi:10.1021/ja00214a053.